# Jessicka Havok
Jessica Cricks (nacida el 20 de junio de 1986) es una luchadora profesional estadounidense, más conocida como Jessicka Havok donde actualmente trabaja bajo dicho nombre para Total Nonstop Action Wrestling (TNA). Ella regularmente trabajó para varias promociones independientes, incluyendo a Lucha Libre AAA Worldwide (AAA), Shine Wrestling y Women Superstars Uncensored, donde ella es una dos veces Campeona de WSU.
Ha sido una vez Campeona de Knockouts de la TNA, tres veces Campeona Knockouts en Parejas de TNA (con Rosemary en dos ocasiones y Taya Valkyrie en una ocasión) y una vez Campeona Mundial en Parejas Mixto de AAA (con Crazzy Steve en una ocasión).

## Carrera en lucha libre profesional

### Carrera temprana (2004–2009)
Cricks debutó como luchadora profesional en 2004, utilizando el nombre de Jessicka Havok. Durante los primeros años de su carrera, ella hizo apariciones para Mega Championship Wrestling, Cleveland All-Pro Wrestling y Ohio Championship Wrestling. Ella también compitió para la promoción Main Event World League (MEWL), donde venció a Jason Blaze en un Casket Match el 6 de octubre de 2007 para ganar el Campeonato Peso Crucero de MEWL.

### Women Superstars Uncensored (2009–2014)

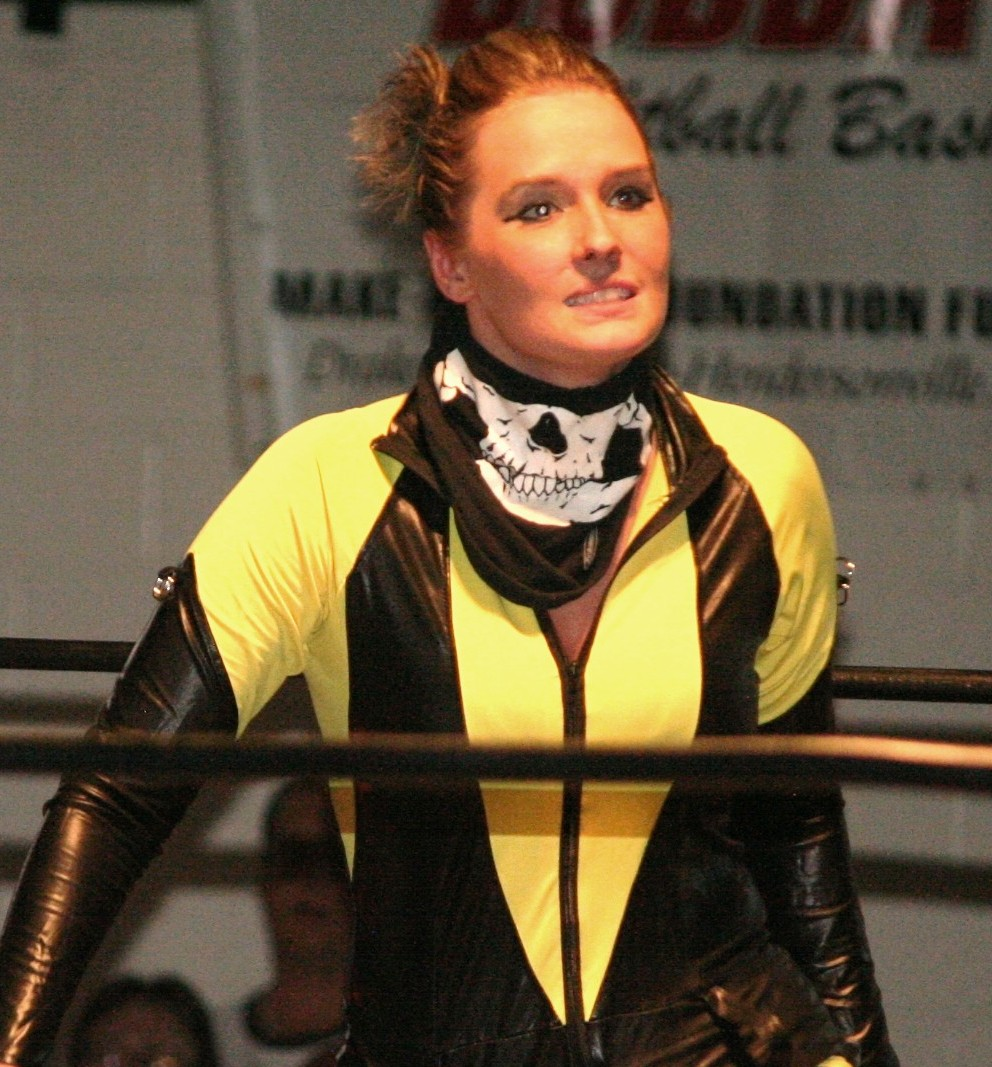
Havok antes de una lucha en mayo de 2012.

Havok debutó en Women Superstars Uncensored (WSU) en 2009, donde formó un equipo con Hailey Hatred. Havok y Hatred ganaron el Campeonato en Parejas de WSU el 22 de agosto en As the World Turns, al derrotar a Alicia y Brooke Carter. La pareja defendió con éxito el campeonato en una revancha contra Alicia y Carter, antes de perder el campeonato para el equipo de Angel Orsini y Mercedes Martinez. Como parte de la WSU, Havok formó parte de Rain's Army, ayudando a Rain a atacar a sus rivales. Durante 2010, Havok estaba invicta en competencia individual, incluyendo victorias sobre ODB y Amy Lee. Después de dejar Rain's Army a finales de 2010, Havok derrotó a Rain en The 4th Anniversary Show en marzo de 2011. Havok se mudó entonces a un feudo con Alicia, con ambas enfrentándose en una serie de luchas a lo largo de mediados de 2011. Havok derrotó a Alicia en un Uncensored Rules Match, y a un Last Woman Standing Match en Havok vs. Alicia III: Last Woman Standing que terminó en un empate.
El 24 de septiembre, Havok derrotó a su ex aliada Rain para ganar el Campeonato Spirit de WSU. Havok unió fuerzas con Stephie Sassy y Allysin Kay para formar The Midwest Militia y en el pago por visión de internet Breaking Barriers II, The Midwest Militia derrotó al Team WSU (Mercedes Martínez, Alicia y Brittney Savage) en un WarGames Match. Después de retener el Campeonato Spirit de WSU contra Becky Bayless en enero de 2012, Havok derrotó a Martinez para ganar el Campeonato de WSU en marzo, manteniendo al mismo tiempo ambos campeonatos. El 28 de abril, Havok perdió el campeonato ante Martinez, a pesar de tener su pie bajo la cuerda inferior. Havok recuperó el campeonato ese mismo día, derrotando a Martinez y Savage en un Three-Way Match.
El 16 de junio, Havok perdió el Campeonato Spirit de WSU a Belle Marti. Ese mismo día en Uncensored Rumble V, Havok derrotó a Martinez para retener el Campeonato de WSU en el primer Casket Match de mujeres. Como parte de un intercambio de talentos, The Midwest Militia comenzaron a competir para la promoción canadiense NCW Femmes Fatales (NCWFF) en 2012. En el noveno show de NCWFF en julio de 2012, The Midwest Militia derrotó a Cat Power, Courtney Rush y Xandra Bale en una lucha de equipos. Havok retuvo el Campeonato de WSU contra Athena el 9 de febrero de 2013, en An Ultraviolent Affair. El 11 de mayo, Havok derrotó a Sami Callihan en un combate intergénero. Havok retuvo su Campeonato de WSU contra Alpha Female en Mutiny el 7 de febrero y días más tarde contra Shanna.
El 1 de mayo de 2014, Havok fue despojada del Campeonato de WSU y "prohibida de por vida" de competir en la empresa. Dos meses más tarde, el 12 de julio, Havok derrotó a Mia Yim en un Uncensored Rules Match para revocar la prohibición de la promoción.

### Otras promociones (2012–2014)
Después de que WSU firmara un acuerdo para compartir talentos con Combat Zone Wrestling (CZW), Havok debutó para la promoción en el 14th Anniversary Show, donde ella y Adam Cole perdieron ante LuFisto y Sami Callihan en una lucha de equipos mixtos. Ella entonces se trasladó rápidamente a un feudo con Nevaeh, con su primera lucha en Wanted en marzo terminando en una doble cuenta fuera. Su segunda lucha tuvo lugar en Proving Grounds en mayo, que Havok perdió.

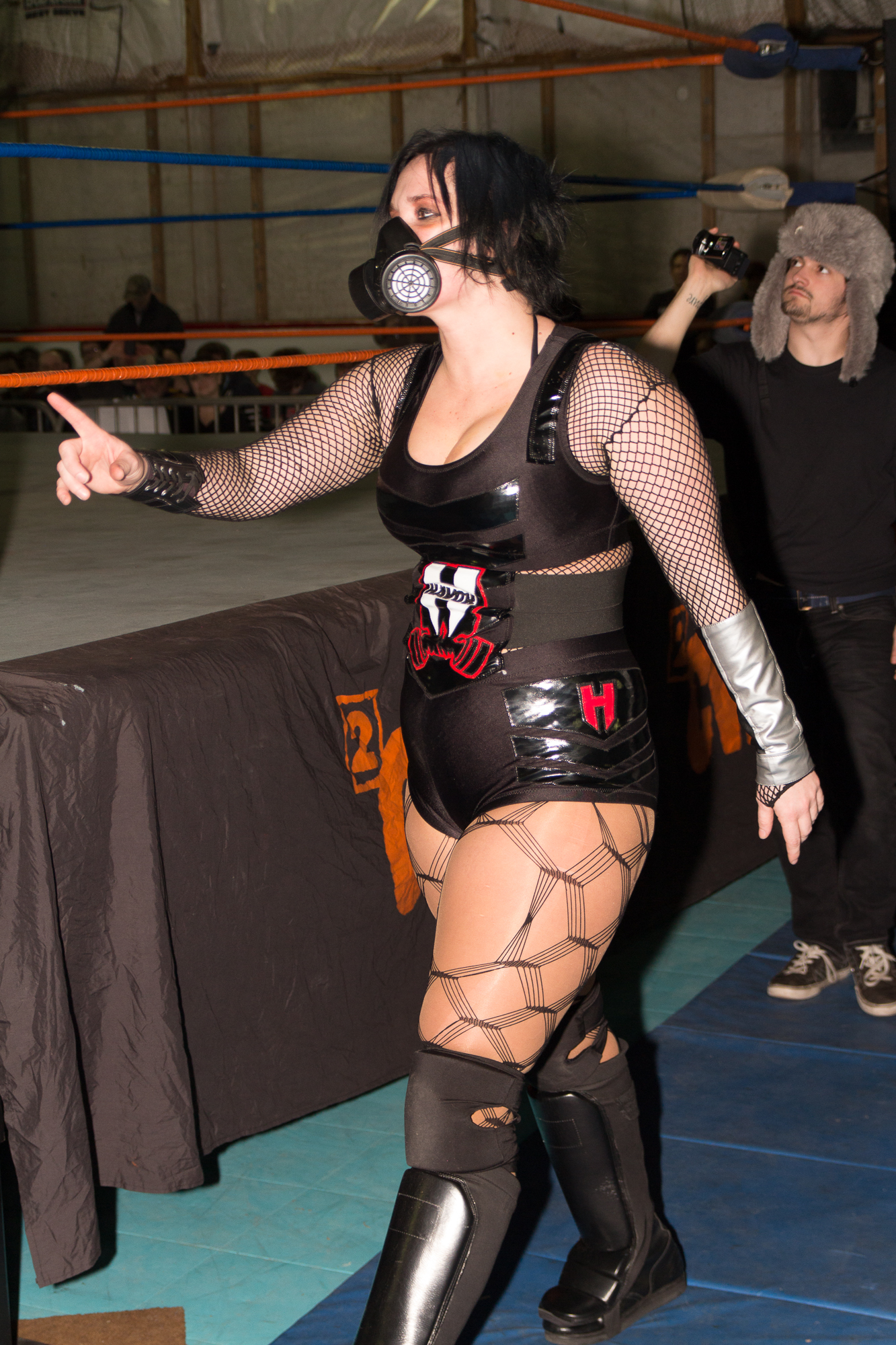
Havok en febrero de 2013, usando una máscara de gas como parte de su personaje.

En 2012, Havok comenzó a competir para la recién inaugurada Shine Wrestling, debutando para la promoción durante su segundo evento contra Reby Sky. Después de que Havok atacó a Sky con una silla, el dúo comenzó un feudo, y en Shine 8, Havok perdió ante Sky para poner fin a la rivalidad. Ella clasificó en el torneo para determinar a la inaugural Campeona de Shine derrotando a Madison Eagles en Shine 9. En Shine 11, Havok avanzó a las semifinales del torneo tras ganar su lucha contra Saraya Knight por descalificación. Más tarde esa noche, ella enfrentó a Rain en la semifinal, pero perdió por cuenta fuera después de ser atacada por Knight. En la siguiente show, Havok derrotó a Ivelisse para ganar una oportunidad para desafiar a Rain por el Campeonato de Shine, pero sin éxito. En Shine 13, Havok y su aliado Allysin Kay comenzaron a insinuar un feudo cuando Kay accidentalmente le dio un «Clothesline» a Havok durante una lucha. En el siguiente show, Kay atacó a Havok, llevando a una lucha en Shine 15, que terminó sin resultado. Después de que su siguiente lucha terminara en una doble cuenta fuera, Kay y Havok se enfrentaron en un Ybor City Street Fight en abril de 2014, que terminó sin resultado cuando Havok fue atropellada por un auto como parte de la storyline.
Havok hizo una aparición sorpresa durante Shimmer Volumen 53 el 6 de abril de 2013 donde atacó a Serena Deeb. Esto instalaría una lucha más tarde en la noche en donde ella, Sassy Stephanie y Nevaeh fueron derrotados en una lucha de equipo de seismujerers por Regeneration X (Leva Bates & Allison Danger) y Deeb. La semana siguiente, Havok derrotó a Deeb en una lucha tras interferencia de Hailey Hatred y Mademoiselle Rachelle. En una revancha en Volumen 56, Havok perdió ante Deeb.
En el pago por visión de internet de Full Impact Pro Declaration of Independence en julio de 2013, Havok formó parte de un Four-Way Match ganado por Maxwell Chicago y que también incluyó a Amasis y Latin Dragon.

### Total Nonstop Action Wrestling (2014–2015)
Cricks apareció por primera vez para Total Nonstop Action Wrestling para su evento One Night Only: Knockouts Knockdown 2 bajo su nombre y gimmick de Havok, donde ella fue derrotada por Madison Rayne. En agosto, TNA comenzó a emitir viñetas en Impact Wrestling, promocionando el debut de Cricks. Cricks, conocida simplemente como Havok, hizo su primera aparición en el episodio del 3 de septiembre de Impact Wrestling, atacando a Gail Kim y Taryn Terrell después del combate de ambas. En el episodio del 10 de septiembre de Impact Wrestling, Havok hizo otra aparición, en donde atacó a Kim y a Brittany y tomó el Campeonato de Knockouts de Kim, lo que condujo a una pelea entre los dos más tarde esa misma noche. En el episodio del 17 de septiembre de Impact Wrestling: No Surrender, Havok ganó una Battle Royal para convertirse en la contendiente número uno al campeonato de Kim. Esa misma noche, Havok derrotó a Kim en las grabaciones de Impact Wrestling para ganar el campeonato; la lucha fue emitida el 1 de octubre. Havok perdió el campeonato tres días más tarde ante Taryn Terrell.
Después empezó un feudo con Awesome Kong después de una Battle Royal donde tuvo un altercado en el ring empezando un feudo entre ellas, donde perdió una lucha en jaula de acero el 6 de febrero.Fue liberada de TNA en julio del 2015 siendo su última lucha contra Taryn Terrell en el cual Jessicka fue derrotada.

### WWE (2015)
Cricks supuestamente tuvo una prueba con WWE en el WWE Performance Center en junio de 2015. Durante este tiempo, varios tuits de la cuenta de Twitter de Cricks de años anteriores, que David Bixenspan del Wrestling Observer Newsletter describieron como que habían usado insultos racistas y homofóbicos, Fueron descubiertos por los aficionados. Bixenspan señaló que los tuits hicieron que WWE tuviera menos probabilidades de contratarla, y Cricks posteriormente emitió, y luego eliminó, una disculpa.

### Promociones independientes y Japón (2016)
Havok hizo su primera aparición en el episodio de ROH TV que se emitió el 14 de diciembre de 2016, en un esfuerzo perdido contra Mandy Leon con una distracción de Deonna Purrazzo. Havok llamó a Mandy Leon y Deonna Purrazzo después del partido.
El 9 de abril de 2017, Havok comenzó su primera gira con la promoción japonesa World Wonder Ring Stardom. El 30 de abril, participó en el Torneo de Cenicienta 2017, donde ella y el campeón de World of Stardom Io Shirai se eliminaron mutuamente en la segunda ronda, luego de luchar por un empate. El 14 de mayo, Havok se unió a Tessa Blanchard para desafiar sin éxito a Hiroyo Matsumoto y a Jungle Kyona por el Campeonato de la Diosa del Stardom.

### Regreso a Impact Wrestling (2019-presente)
El 7 de junio en el episodio de Impact!, Havok hizo su regreso, ya que estaba acompañada por James Mitchell, Havok interrumpió un combate entre Rosemary y Taya Valkyrie en una lucha no titular. Posteriormente, se reveló que Havok ha unido fuerzas con Mithcell y Su Yung.
En el Impact! del 13 de octubre, junto a Nevaeh se enfrentaron a Kiera Hogan & Tasha Steelz y a Taya Valkyrie & Rosemary en una Triple Threat Tag Team Match, sin embargo perdieron, la siguiente semana en Impact!, fue derrotada por Rosemary. En Bound For Glory, participó en el Call Your Shot Gauntlet Match, entrando de #7, eliminando a Kiera Hogan, sin embargo fue eliminada por Taya Valkyrie.
En el Pre-Show de Rebellion, junto a Rosemary derrotaron a Kimber Lee & Susan. En el Impact! del 13 de mayo, derrotó a Rosemary ganando una oportunidad por el Campeonato Knockouts de Impact! de Deonna Purrazzo en Under Siege.

### Lucha Libre AAA Worldwide (2024)
El 15 de junio de 2024 en Triplemanía XXXII: Tijuana, Havok debutó haciendo equipo con Rosemary y Tasha Steelz como representantes de TNA, derrotando a Las Tóxicas (Lady Flammer, La Hiedra y Lady Maravilla). El 8 de agosto de 2024, Crazzy Steve y Havok hicieron debutaron como equipo en Verano de Escándalo ganándose la oportunidad por el Campeonato Mundial en Parejas Mixto de AAA tras derrotar a Aero Star y Estrellita y a Negro Casas y Dalys. El 6 de octubre en Héroes Inmortales, lograron hacerse con los títulos tras derrotar a Abismo Negro Jr. y Lady Flammer, siendo su primer campeonato de AAA como equipo.

## En lucha
- Movimientos finales
  - Chokeslam[36]
  - The Demon Drop (Over the shoulder back-to-belly piledriver)[2]
  - HavoKiller (Sitout powerbomb)[2]
- Movimientos de firma
  - Double chickenwing facebuster
  - STO backbreaker
  - Running clothesline
  - Lifting hair pull
  - Big boot
  - Two-handed chokelift
- Apodos
  - "The Havok Death Machine"[18]

## Campeonatos y logros
- AAW: Professional Wrestling Redefined
  - AAW Women's Championship (2 veces)

- Absolute Intense Wrestling
  - AIW Women's Championship (1 vez)[2]

- Lucha Libre AAA Worldwide
  - Campeonato Mundial en Parejas Mixto de AAA (1 vez) – con Crazzy Steve

- Main Event World League
  - MEWL Cruiserweight Championship (1 vez)[2]

- Rise Wrestling
  - Guardians of RISE Championship (1 vez, actual) – con Neveah

- Ring Divas
  - Fight Girl Championship (1 vez)[2]

- Total Nonstop Action Wrestling / Impact Wrestling
  - TNA Knockouts Championship (1 vez)[35]
  - Impact/TNA Knockouts Tag Team Championship (3 veces) - con Rosemary (2) y Taya Valkyrie (1)

- Women Superstars Uncensored
  - WSU Championship (2 veces)[2]
  - WSU Spirit Championship (1 vez)[2]
  - WSU Tag Team Championship (1 vez) – con Hailey Hatred[2]

- Pro Wrestling Illustrated
  - Situada en el #4 de las 50 mejores luchadoras femeninas en el PWI Female 50 en 2013[46]